# William J. Chaplin
William James Chaplin ist ein britischer Astrophysiker und Hochschullehrer an der University of Birmingham. Er befasst sich mit Helioseismologie und Asteroseismologie.
Chaplin studierte und promovierte an der University of Birmingham. Nach Forschungstätigkeit am Europäischen Weltraumforschungs- und Technologiezentrum in den Niederlanden kehrte er an die Universität Birmingham zurück, an der er Professor wurde.
Er befasst sich mit dem Aufbau des Innern von sonnenähnlichen Sternen und der Sonne, den Sonnenfleckenzyklus und anderen Variabilitäten von Sternen. Er nutzt Astroseismologie zur Charakterisierung der sonnenähnlichen Sterne und roten Riesen in der Suche nach Exoplaneten.
Chaplin leitet mit seiner Gruppe das Birmingham Solar-Oscillations Network (BiSON), ein weltweites Netz automatisierter Teleskope für Helioseismologie, und er ist an den NASA-Missionen Kepler und TESS beteiligt und an der PLATO-Mission der ESA.
2012 war er Harold Jeffreys Lecturer der Royal Astronomical Society. 2020 erhielt er die Fred Hoyle Medal and Prize.

## Schriften (Auswahl)
- The Music of the Sun: The Story of Helioseismology, Oneworld 2006
- mit Sarbani Basu: Perspectives in Global Helioseismology, and the Road Ahead, Solar Physics 2008, Arxiv
- mit anderen: The asteroseismic potential of Kepler: first results for solar-type stars, Astrophysical Journal, Band 713, 2010, L169
- mit anderen: Predicting the detectability of oscillations in solar-type stars observed by Kepler, Astrophysical Journal, Band 732, 2011,S. 54
- mit anderen: Ensemble asteroseismology of solar-type stars with the NASA Kepler Mission, Science, Band 332, 2011, S. 213
- mit Sarbani Basu: Asteroseismic Data Analysis: Foundations and Techniques, Princeton UP 2017